# Южноафриканская астрономическая обсерватория
Южноафриканская астрономическая обсерватория (ЮААО) — астрономическая обсерватория, основанная в 1972 году в ЮАР. Обсерватория принадлежит Национальному исследовательскому фонду Южной Африки. Обсерватории принадлежат коды Центра малых планет: «051», «B31» и «A60». Обсерватория ЮААО является преемницей обсерватории Мыса Доброй Надежды.

## Руководители обсерватории
- 1879—1906 — Дэвид Гилл
- 1972—1976 — Ричард Вулли

## История обсерватории
ЮААО является преемницей учрежденной Королевской обсерваторией наблюдательной станцией в 1820 году на мысе Доброй Надежды. Строительство основного здания было завершено в 1829 году и обошлось в 30 000 фунтов стерлингов. В 1972-м году Республиканская обсерватория Йоханнесбурга, Рэдклиффская обсерватория (ЮАР) и Королевская обсерватория объединились в Южноафриканскую астрономическую обсерваторию. Штаб квартира ЮААО находится на территории старой Королевской обсерватории, там же расположены исторические инструменты.

## Инструменты обсерватории
Кейптаун:
- Телескоп Мак-Клин (телескоп Виктория): D=61см (фотографическая труба) и D=46см (визуальная труба), 1901 год
- Phased Experimental Demonstrator (PED) — 6 радиоантенн по 2.5 метра для экспериментов по интерефериционным наблюдениям.

Сазерленд:
- 0.5-м телескоп — построен для Республиканской обсерватории в 1967 году, в 1972 году перенесен в Сазерленд.
- 0.75-м телескоп — Grubb Parsons рефлектор
- Alan Cousins Telescope (ACT) — 0.75-м телескоп изначально назывался Автоматический фотометрический телескоп, но позднее был переименован в честь Alan William James Cousins
- en:Birmingham Solar Oscillations Network (BISON) — один из шести телескопов Бирмингемской сети солнечных колебаний
- Телескоп Элизабет — 1.0-м телескоп перевезенный из Кейптауна с Сазерленд и участвующий в сети наблюдений гравитационного линзирования (Probing Lensing Anomalies Network, PLANET).
- Infrared Survey Facility (IRSF) — 140-см рефлектор, снабженный трехцветовым тепловизором (ИК-диапазона приемники излучения). Установлен в 2000 году Японским министерством образования по проекту наблюдения Магелановых облаков.
- MONET — один из двух 1.2-м телескопов проекта «MOnitoring NEtwork of Telescopes». Второй телескоп установлен в обсерватории Мак-Доналд, штат Техас, США. Это роботизированный телескоп и он дистанционно управляется. Телескоп создан в Геттингенском университете (en:Halfmann Teleskoptechnik).
- Телескоп Рэдклифф — 1.9-м рефлектор был построен для обсерватории Редклифф в Претории в 1948 году. В 1972 году телескоп был перевезен в Сазерленд. С 1951 по 2004 год это был самый большой телескоп в ЮАР.
- Большой южно-африканский телескоп (SALT) — это крупнейший оптический телескоп в южном полушарии, размером в 11 метров из составного зеркала. Код обсерватории B31. SALT был введен в строй в ноябре 2005 года. SALT построен по той же методике, что и Телескоп Хобби-Эберли (HET) в Техасе, США.
- SuperWASP-South (Wide Angle Search for Planets) — проект по поиску экзопланет транзитным методом в южном полушарии. 8 объективов Canon (F=200mm, f/1.8) с ПЗС-камерами.
- KELT-South (Kilodegree Extremely Little Telescope — South) — автоматизированный 4.2-см (апертура) объектив с полем зрения около 1000 кв.гр. созданный для поиска экзопланет транзитным методом в южном полушарии.
- Yonsei Survey Telescopes for Astronomical Research (YSTAR) — код обсерватории A60. Используется для наблюдений переменных звезд, транзиентных явлений и околоземных астероидов. Построен на деньги и управлется из Южной Кореи.

## Отделы обсерватории
- GPS-станция
- Сейсмологическая станция

## Направления исследований
- Служба времени
- Геофизика
- Метеорология
- Околоземные объекты
- Экзопланеты
- Галактическая астрономия

## Основные достижения
- Награждённые королевской медалью астрономы с мыса Доброй Надежды:

- Томас Маклир в 1869 году — за измерение дуги меридиана
- Дэвид Гилл в 1903 году — за измерения солнечного и звездных параллаксов.

- Звезда Каптейна была открыта на снимках полученных в обсерватории Мыс Доброй Надежды
- Первый параллакс Проксима Центавра был измерен в обсерватории Мыс Доброй Надежды
- Открытые экзопланеты на системе SuperWASP-South:

- WASP-1b
- WASP-2b
- WASP-4b
- WASP-5b
- WASP-6b
- WASP-7b
- WASP-10b
- WASP-11b/HAT-P-10b
- WASP-12b
- WASP-14b
- WASP-15b
- WASP-17b — экзопланета на ретроградной орбите, открыта в 2009 году.

- Первая обнаруженная roAp-звезда была HD 101065 (звезда Пшибыльского)[1]. Колебания яркости были обнаружены Дональдом Курцем (en:Donald Kurtz) при использовании 20-дюймового телескопа в Южноафриканской астрономической обсерватории, который заметил изменения в кривой блеска звезды с периодом в 12,15 мин и амплитудой блеска 0,01m−0,02m.
- Фотографический каталог Мыс Доброй Надежды: en:Cape Photographic Catalogue.

## Известные сотрудники
- Гершель, Джон — один из первых наблюдателей в обсерватории (возможно что Гершель наблюдал не на базе обсерватории, а самостоятельно!)
- Ситтер, Виллем де
- Хендерсон, Томас Джеймс
- en:Gary A. Wegner
- Хендерсон, Томас Джеймс
- en:Donald Kurtz
- Иннес, Роберт Торберн Эйтон
- en:Agnes Mary Clerke
- en:Joan Voûte

## Адрес обсерватории
- Штаб квартира расположена в Кейптауне: 33°56′05″ ю. ш. 18°28′39″ в. д.HGЯO- старая Королевская обсерватория
- Основные телескопы расположены: Сатерленд, Северо-Капская провинция: 32°22′42″ ю. ш. 20°48′38″ в. д.HGЯO